# Ivan Emilianov
Ivan Emilianov (în rusă Иван Емильянов, n. 19 februarie 1977, Chișinău, RSS Moldovenească, URSS) este un fost  atlet moldovean specializat pe aruncarea greutății.

## Carieră
A participat la Jocurile Olimpice de la Sydney, Atena și Beijing. În iunie 2011 a fost suspendat timp de doi ani pentru dopaj la metenolonă și la stanozolol. Prin urmare, nu a putut participa la Jocurile Olimpice de vară din 2012. În ianuarie 2016 a reușit o aruncare de 20,53 metri la o competiție de la Chișinău, îndeplinind baremul de calificare pentru Jocurile Olimpice din 2016 de la Rio de Janeiro.
El deține recordul Republicii Moldova cu o aruncare la 20,80 m, realizată în 2016.
Fiica sa Alexandra este și ea o atletă de performanță.

## Realizări
| An   | Competiție                                | Locație                   | Loc | Eveniment | Note    |
| ---- | ----------------------------------------- | ------------------------- | --- | --------- | ------- |
| 1995 | Campioanatul European de Juniori (sub 20) | Nyíregyháza, Ungaria      | 21  | disc      | 45,90 m |
| 1996 | Campioanatul Mondial de Juniori (sub 20)  | Sydney, Australia         | 22  | disc      | 46,30 m |
| 1999 | Universiada                               | Palma de Mallorca, Spania | 12  | greutate  | 17,43 m |
| 1999 | Campioanatul European de Tineret (sub 23) | Göteborg, Suedia          | 19  | greutate  | 16,94 m |
| 2000 | Jocurile Olimpice de vară din 2000        | Sydney, Australia         | 36  | greutate  | 17,63 m |
| 2001 | Campionatul Mondial                       | Edmonton, Canada          | 27  | greutate  | 18,06 m |
| 2002 | Campionatul European în sală              | Viena, Austria            | 21  | greutate  | 18,62 m |
| 2002 | Campionatul European                      | München, Germania         | 19  | greutate  | 18,08 m |
| 2003 | Universiada                               | Daegu, Coreea de Sud      | 17  | greutate  | 17,48 m |
| 2003 | Universiada                               | Daegu, Coreea de Sud      | 10  | disc      | 54,16 m |
| 2004 | Campionatul Mondial în sală               | Budapesta, Ungaria        | 20  | greutate  | 17,40 m |
| 2004 | Jocurile Olimpice                         | Atena, Grecia             | 25  | greutate  | 19,25 m |
| 2005 | Campionatul European în sală              | Madrid, Spania            | 20  | greutate  | 17,85 m |
| 2006 | Campionatul European                      | Göteborg, Suedia          | 27  | greutate  | 18,04 m |
| 2007 | Campionatul Mondial                       | Osaka, Japonia            | 32  | greutate  | 18,47 m |
| 2008 | Campionatul Mondial în sală               | Valencia, Spania          | 18  | greutate  | 18,16 m |
| 2008 | Jocurile Olimpice                         | Beijing, China            | 32  | greutate  | 18,64 m |
| 2016 | Campionatul European                      | Amsterdam, Olanda         | 25  | greutate  | 18,38 m |
| 2016 | Jocurile Olimpice                         | Rio de Janeiro, Brazilia  | 32  | greutate  | 17,83 m |

## Recorduri personale
| Probă            | Performanță | Dată             | Locație   |
| ---------------- | ----------- | ---------------- | --------- |
| Greutate         | 20,80 m RN  | 14 mai 2016      | Onești    |
| Disc             | 56,84 m     | 8 iunie 2003     | București |
| Greutate în sală | 20,62 m RN  | 6 februarie 2016 | Chișinău  |

## Legături externe
- en Ivan Emilianov la World Athletics
- en Ivan Emilianov la Olympedia.org
- en  Ivan Emilianov la athleticspodium.com